# Julien Capri
Julien Capri   (Marsella, 3 de gener de 1828 - 20 de novembre de 1918), rus: Юлий Антонович Капри, Iuli Antónovitx Capri, fou un pianista i compositor rus d'origen francès.
Estudià en el conservatori de la seva vila natal i el 1853 passà a Sant Petersburg com a professor de música dels prínceps de la família imperial. Ferit en l'atemptat que costà la vida al tsar Alexandre II el 13 de març de 1881, des de llavors abandonà la seva tasca de compositor.
Se li deuen nombroses peces de música de saló, cançons i l'òpera Leonore (1898).